# RoboCop (film 2014)
RoboCop – amerykański film science fiction z 2014 roku w reżyserii José Padilhi. Remake filmu Paula Verhoevena, RoboCop (1987) z Peterem Wellerem w roli tytułowej. Zdjęcia kręcono w Kanadzie (m.in. Toronto, Vancouver, Hamilton).
Serwis Rotten Tomatoes przyznał mu wynik 49%.

## Fabuła
Akcja filmu dzieje się w roku 2028 w Detroit (w stanie Michigan), oficer Alex Murphy (Joel Kinnaman) kochający mąż, ojciec i wzorowy policjant zostaje ciężko ranny. Korporacja kierująca miastem OmniCorp. przejmuje jego ciało i buduje cyborga-policjanta.

## Obsada
- Joel Kinnaman jako Alex Murphy / RoboCop
- Gary Oldman jako dr Dennett Norton
- Michael Keaton jako Raymond Sellars
- Samuel L. Jackson jako Pat Novak
- Abbie Cornish jako Clara Murphy
- Jackie Earle Haley jako Rick Mattox
- Michael Kenneth Williams jako Jack Lewis
- Jennifer Ehle jako Liz Kline
- Jay Baruchel jako Tom Pope
- Aimee Garcia jako Jae Kim
- John Paul Ruttan jako David Murphy
- Patrick Garrow jako Antoine Vallon
- Marianne Jean-Baptiste jako Karen Dean
- Douglas Urbanski jako prezydent Durant
- Zach Grenier jako senator Dreyfuss
- Rob Archer